# Thymus substriatus
Thymus substriatus là một loài thực vật có hoa trong họ Hoa môi. Loài này được Borbás miêu tả khoa học đầu tiên năm 1900.